# Жеруха недоторкана
{{#ifeq:0|0|{{#if:|{{#if:Cardamineimpatiens|[[]}}|}}}}
Жеруха недоторкана (Cardamine impatiens) — вид рослин з родини капустяних (Brassicaceae), поширений у Євразії.

## Опис
Однорічна або дворічна трав'яниста рослина 30–60 см заввишки. Листки з 2–3 парами листочків. Стебло внизу й нижні листки голі. Пелюстки ≈ 4 мм завдовжки, іноді відсутні. Стручки довгасті, 18–30 мм завдовжки, на відхилених ніжках, майже прямостійні, голі або розсічено-волосисті, тонкі, з дуже коротким стовпчиком. Листки дуже мінливі за розміром. Квіти 3–4 мм упоперек, білі. Чашолистки довжиною ≈ 2.5 мм. Насіння численне, ≈ 1 мм завдовжки, довгасте.

## Поширення
Поширений у Європі, помірній Азії, а також Бутані, Індії, Непалі, Пакистані, Китаї, Тайвані; натуралізований у ПАР, Онтаріо, пн.-сх. США.
В Україні вид зростає в лісах, серед чагарників, біля берегів річок і озер, в тінистих і вологих місцях — в б. ч. території, на півдні Степу і в Криму (нижній і середній пояси), рідко.

## Галерея

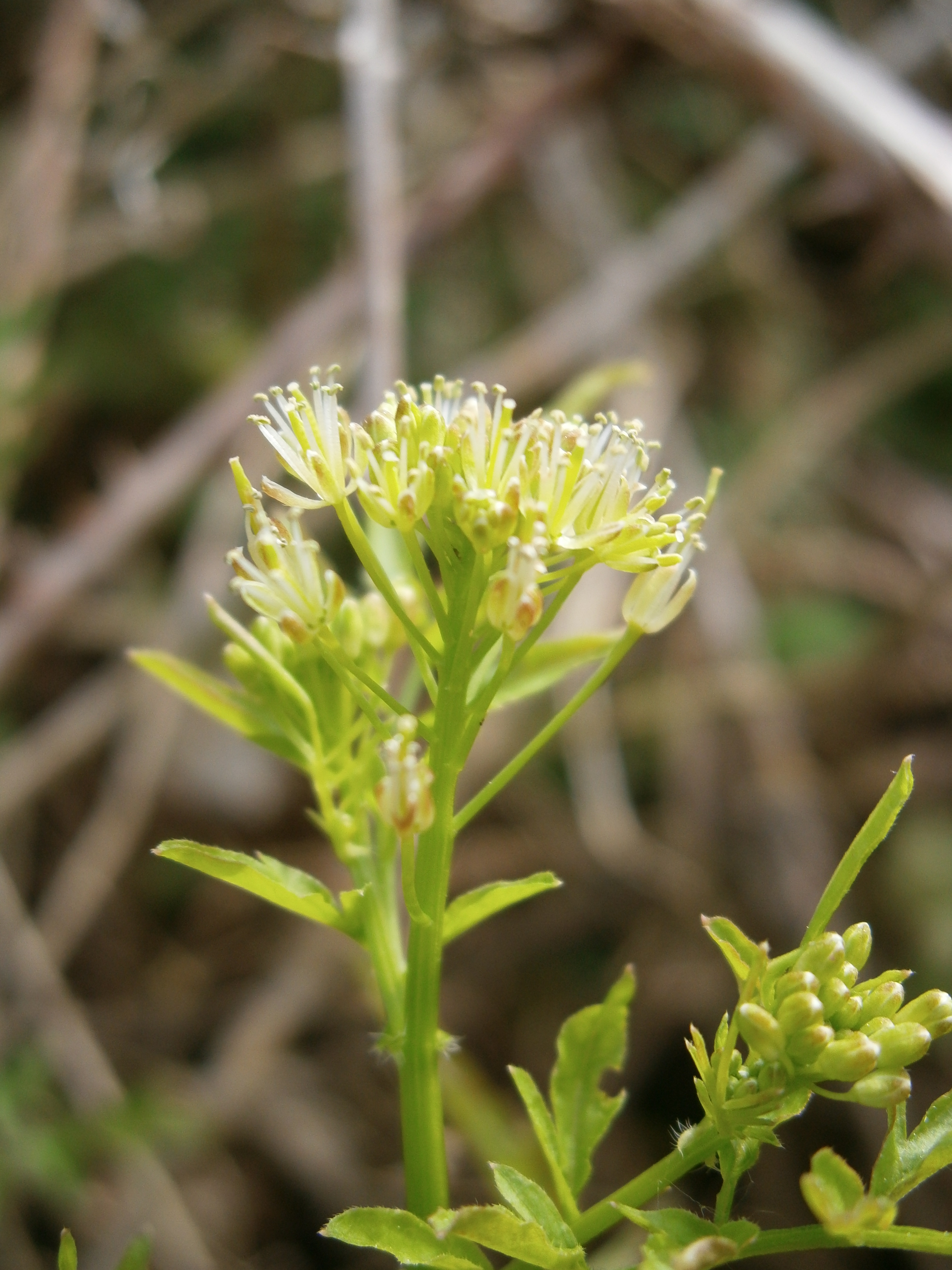
цвітіння
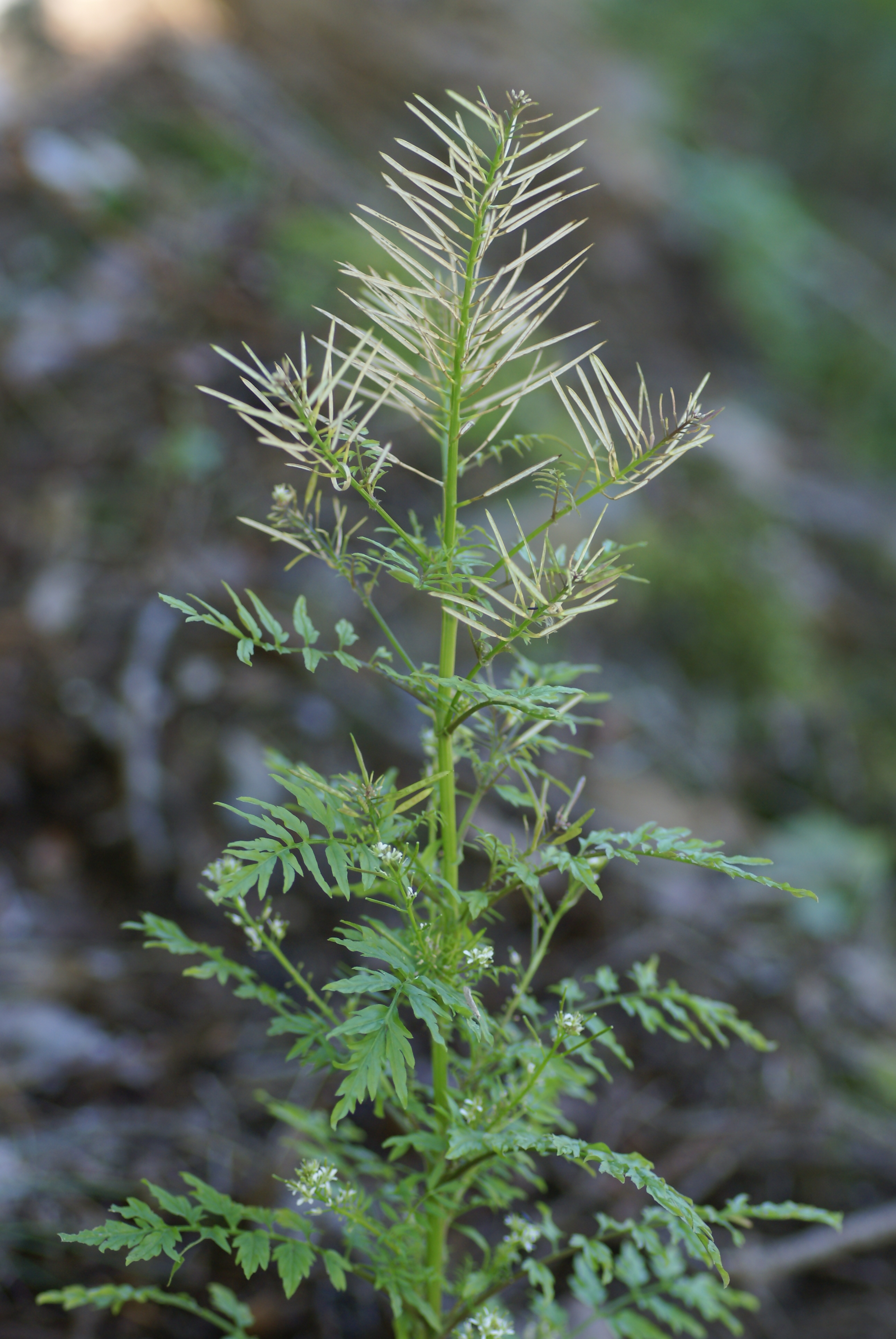
плодоношення
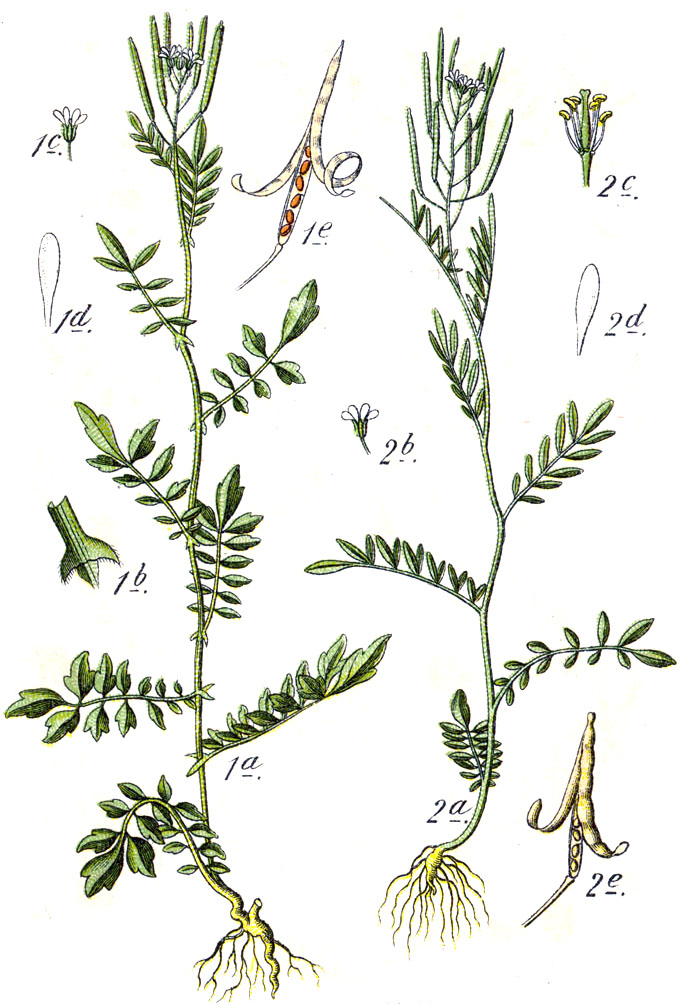
ілюстрація: 1) Cardamine impatiens subsp. impatiens